# 21789 Френквассер
21789 Френквассер (21789 Frankwasser) — астероїд головного поясу, відкритий 29 вересня 1999 року.
Тіссеранів параметр щодо Юпітера — 3,574.